# Glenea alboplagiata
Glenea alboplagiata là một loài bọ cánh cứng trong họ Cerambycidae.